# Alabama (zespół muzyczny)
Alabama – amerykański zespół muzyczny założony w 1969 w Fort Payne, grający muzykę w stylu country. Przez wiele lat działał pod nazwą Wild Country.
W latach 70. zespół nagrał, wydane przez wytwórnię LSI, albumy: Wild Country, Deuces Wild i Alabama 3. W 1979 muzycy zmienili nazwę formacji na Alabama i podpisali kontrakt z wytwórnią RCA, dla której wydali albumy studyjne: My Home’s in Alabama (1980), Feels So Right (1981), Mountain Music (1982), The Closer You Get… (1983), Roll on (1984), Forty Hour Week (1985), Alabama Christmas (1985), The Touch (1986), Just Us (1987), Southern Star (1989) i Past It on Down (1990).
Wiele piosenek grupy uzyskało rangę bestsellerów gatunku, m.in. „Tennessee River” czy pMountain Music”, a także „Angel Among Us”, która w nowym tysiącleciu została wylansowała także w wersji Demi Lovato.
Zespół kilkukrotnie zdobył nagrodę Grammy.

## Obecny skład
- Randy Owen
- Teddy Gentry
- Jeff Cook
- Mark Herndon

## Wybrana dyskografia
- My Home’s in Alabama
- Mountain Music
- Roll On
- Just Us
- The Touch
- American Pride
- Cheap Seats